# AMC Matador
La Matador è un'autovettura prodotta dalla AMC dal 1971 al 1978. In Australia è stata commercializzata come Rambler Matador.

## Storia
La Matador prese il posto della AMC Rebel. Rispetto al modello a cui successe, la Matador era dotata di nuovi interni e di una linea aggiornata. Come la vettura antenata, anche la Matador si basava sulla full-size Ambassador. Da quest'ultima la Matador prese la parte posteriore, il lungo cofano anteriore, gli interni lussuosi e la calandra.
Al momento del lancio al Matador faceva parte della categorie delle vetture mid-size ed era disponibile in versione hardtop due porte, berlina quattro porte e familiare quattro porte. Nel 1974 il modello fu oggetto di un restyling, nell'occasione del quale venne tolta dai listini la versione hard-top e fu introdotta la coupé due porte. Nell'anno citato parte delle versioni del modello cambiarono di categoria. Le coupé rimasero mid-size, mentre le familiari e le berline divennero full-size.
Le Matador furono utilizzate come auto della polizia, taxi, auto di servizio per le agenzie governative e per l'esercito. Queste vetture speciali erano dotate dei motori più potenti disponibili per il modello. Le Matador furono particolarmente popolari come auto della polizia.
Come per la Rebel, anche la Matador ebbe in listino la versione speciale The Machine. Apparteneva anch'essa alla categoria della muscle car ed era pertanto caratterizzata da prestazioni elevate. Fu realizzata solo nel 1971 in 50 esemplari. Altre due versioni speciali furono la Oleg Cassini e la Barcelona. Entrambe erano delle coupé con rifiniture lussuose. La prima fu prodotta dal 1974 al 1975, mentre la seconda dal 1976 al 1978.
La Matador venne prodotta a Kenosha, nel Wisconsin, e fu assemblata su licenza anche in Europa, Australia, Nuova Zelanda e Messico. In questi mercati la Matador era venduta come Rambler Matador. L'eccezione fu il Messico, dove venne commercializzata come VAM Classic.

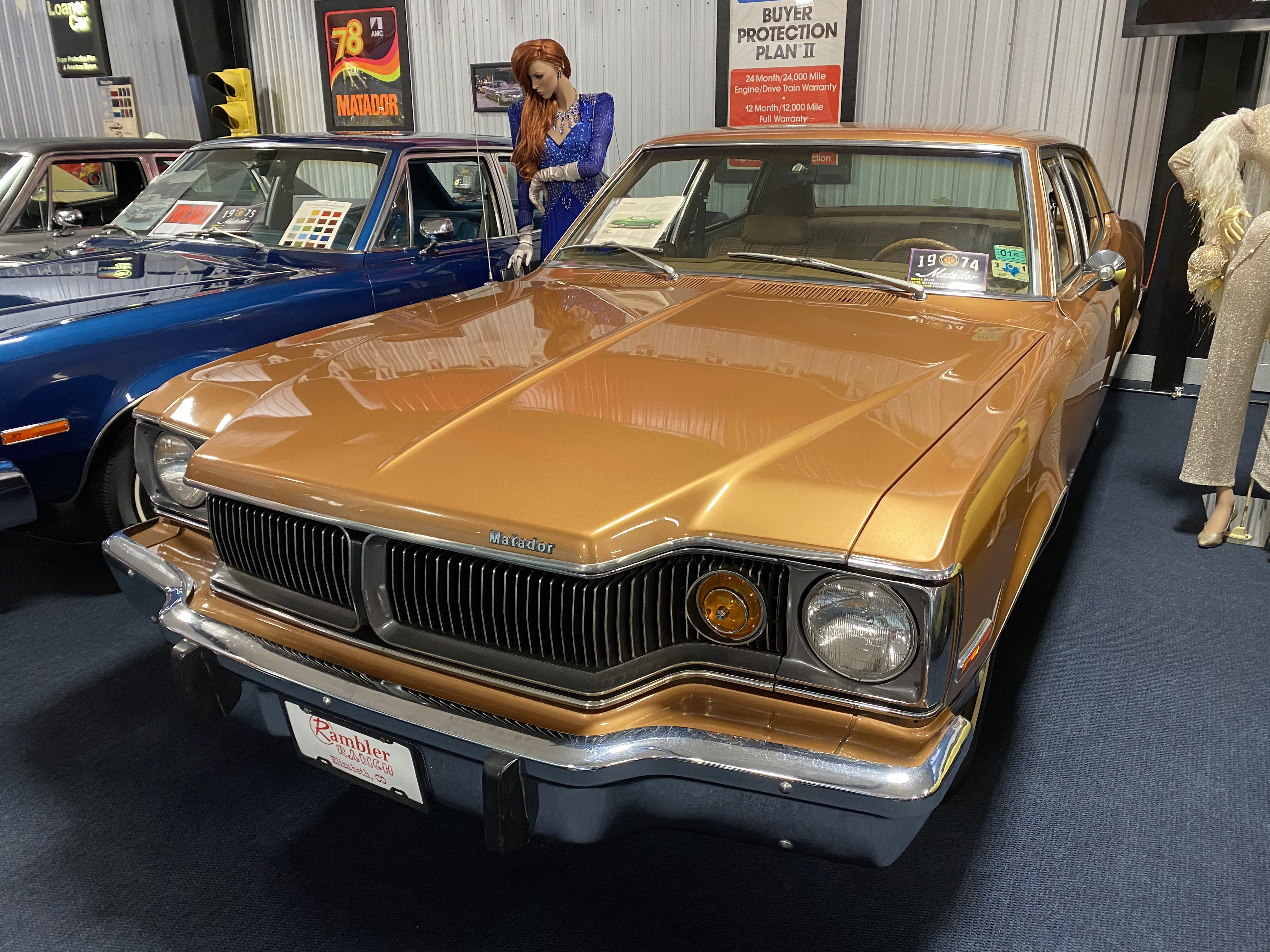
AMC Matador restyling 1974

Nella seconda parte degli anni settanta, a causa della crisi energetica iniziata nel 1973, il mercato iniziò a orientarsi verso modelli più piccoli, che infatti consumavano meno carburante. La AMC non aveva però le risorse finanziarie per un restyling profondo. Fu quindi deciso di eliminare dai listini i due modelli più grandi. La Ambassador fu tolta dal mercato nel 1974, mentre la Matador nel 1978.
La Matador partecipò con successo a gare NASCAR.

## Caratteristiche tecniche

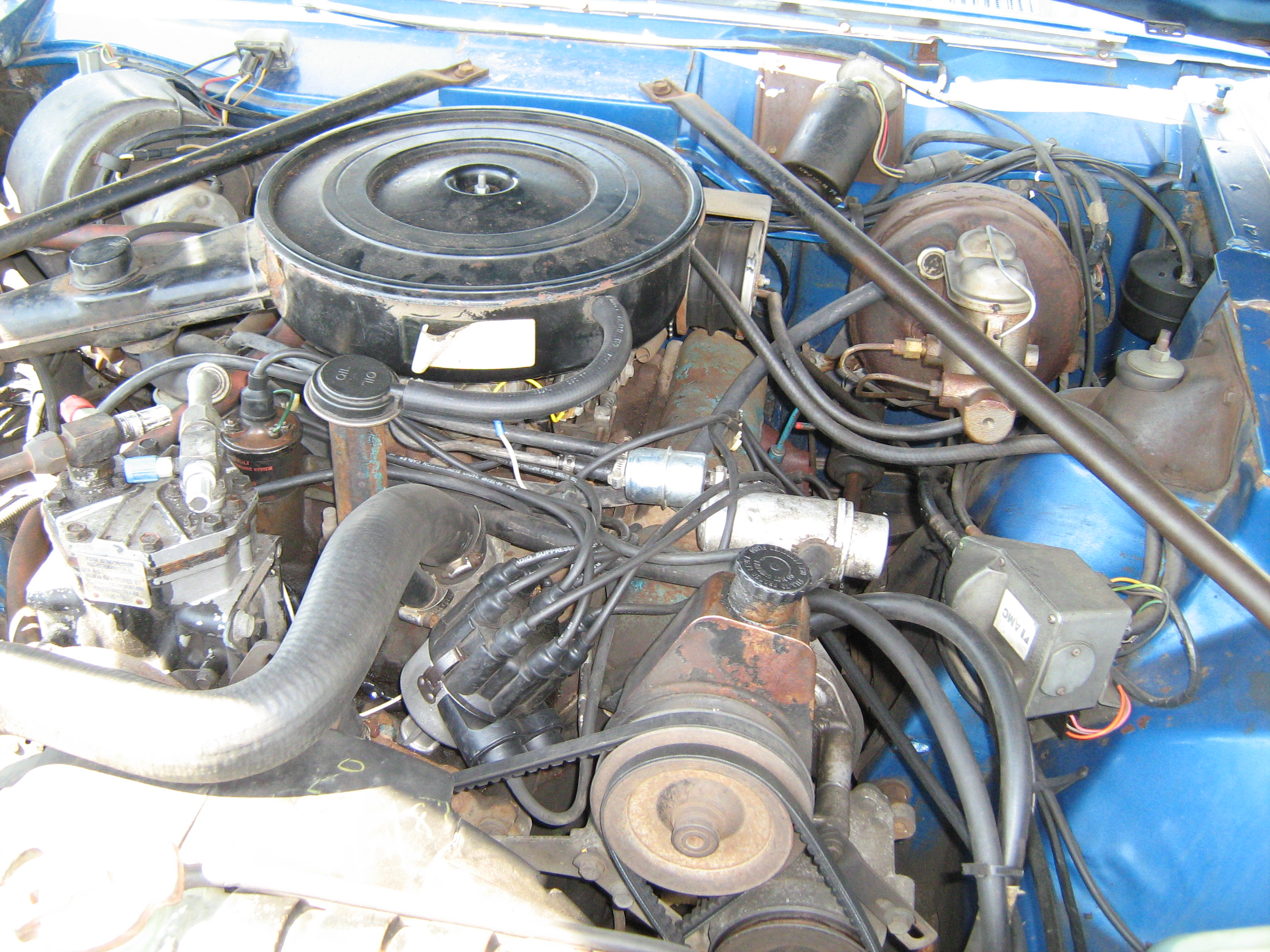
Il motore V8 da 5,9 litri

Il motore era installato anteriormente, mentre la trazione era posteriore. Erano disponibili i seguenti propulsori:
- sei cilindri in linea da 3,8 L di cilindrata;
- sei cilindri in linea da 4,1 L (disponibile solo in Messico);
- sei cilindri in linea da 4,2 L;
- sei cilindri in linea da 4,6 L (disponibile solo in Messico);
- V8 da 5 L;
- V8 da 5,9 L;
- V8 da 6,6 L.

Il modello era generalmente disponibile con cambio a tre rapporti che poteva essere manuale oppure automatico. Il primo cambio citato fu offerto dal 1971 al 1976. Solamente nel 1971 fu offerta una trasmissione manuale a quattro rapporti.